# Лейквуд (Огайо)
Лейквуд (англ. Lakewood) — город в северо-восточной части штата Огайо, США, округ Кайахога, расположенный на берегу озера Эри, входит в состав Большого Кливленда.

## География
Город общей площадью 17,4 км², из которых 14,4 км² занимает земля и 3 км² (17,16 %) вода. Лейквуд располагается в 9.65 км к западу от центральной (деловой) части Кливленда, и считается его пригородом.

## Администрация
Лейквуд управляется избираемыми мэром и городским советом. Нынешний мэр города, Майк Саммерс, занимает пост с 2011 года.

## Экономика
Совокупный налог с продаж в Лейквуде c учётом окружного и штатовского налогов составляет 8 %, подоходный налог — 5,26 %.
Средний годовой доход на человека, по данным на июнь 2014 года составлял $28,088, средний годовой доход на домохозяйство — $43,992. Процент безработицы по данным на июнь 2014 года в Лейквуде составляет 5,20 %.
Ежегодный размер налога на недвижимость в г. Лейквуд, уплачиваемый в 2015 году, составлял $3333 в расчете на каждые 100 тысяч долларов стоимости недвижимости.

## Население и Демография
Численность жителей Лейквуда достигла максимума в 70 тыс. человек в 1970 г. и по данным переписи 2010 года составляла 52131 человек.
Ниже приведена таблица численности жителей Лейквуда на протяжении нескольких десятилетий.
- 1950 — 68,071
- 1960 — 66,154
- 1970 — 70,173
- 1980 — 61,963
- 1990 — 59,718
- 2000 — 56,646
- 2010 — 52,131

В этнорасовом отношении 87 % жителей Лейквуда составляют белые, 6 % афроамериканцы, 4 % — испаноговорящие и выходцы из Латинской Америки.
Средний возраст жителей Лейквуда — 34 года для мужчин, и 36 лет для женщин.
По данным на 2014 год в 44,2 % домов или квартир Лейквуда проживали владельцы недвижимости, а процент жилья, занимаемом съёмщиками, составлял 55,8 %.
Стоимость аренды большинства (73.8 %) домов или квартир в Лейквуде колеблется в пределах $501 — $1000 в месяц.

## Архитектура и достопримечательности
В Лейквуде большое количество многоэтажных зданий, большинство жилых кондоминиумов и апартаментов сосредоточено на так называемом «Золотом Берегу» вдоль береговой линии озера Эри, откуда открывается живописный вид на озеро и деловой центр Кливленда.

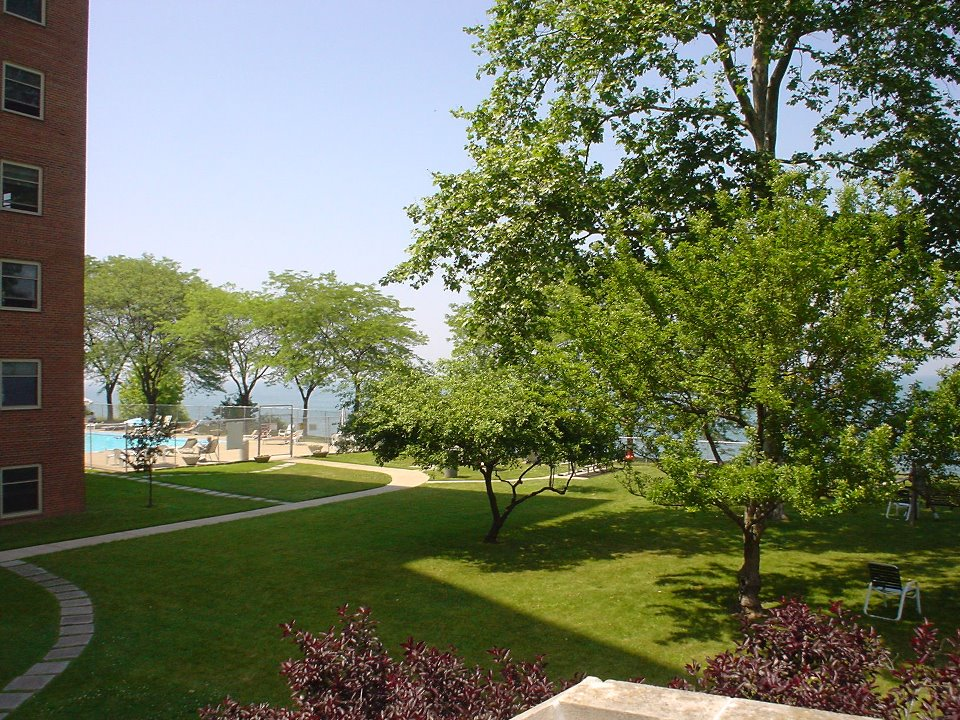
Часть внутреннего двора кондоминиума Berkshire, расположенного на «Золотом берегу» Лейквуда

Первым многоэтажным зданием, построенным на «Золотом Берегу» был отель The Lake Shore Hotel на улице Edgewater Drive, выполненный в готическом стиле и открытый в 1929 году. В настоящее время это апартаменты Lake Shore Towers, в большинстве из которых проживают люди старше 55 лет.

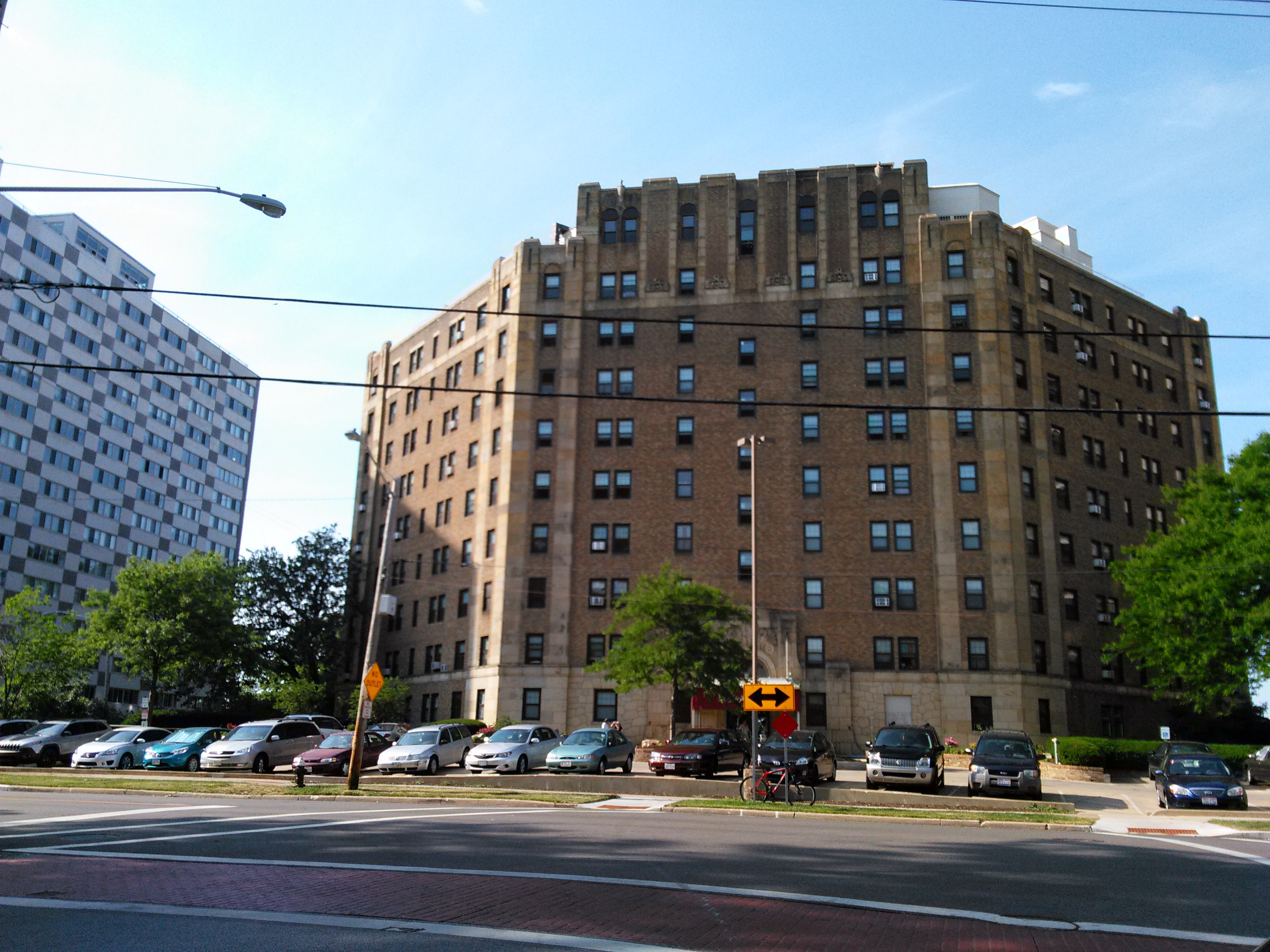
Апартаменты Lake Shore Towers на улице Edgewater

Лейквудский парк — один из самых больших парков на озерном побережье штата Огайо. В нём имеется сцена для летних концертов, открытый бассейн, павильоны для пикников, крытый павильон для проведения различных мероприятий круглый год, грили со столиками, детская игровая площадка, площадки для игры в бейсбол, волейбол, дорожки для ходьбы и езды на велосипеде, променад вдоль береговой линии озера Эри, с которого открывается отличная панорама озера и делового центра Кливленда. В 2015 году угловой косогор парка был преобразован в массивные цементные ступени, которые получили название"Ступени Солнцестояния". Ступени построены в направлении заката в день летнего солнцестояния.